# پودستای قسطنطنیه
پودستای قسطنطنیه (انگلیسی: Podestà of Constantinople)، مقام دولتی در دستان ونیزی‌ها در دولت امپراتوری لاتین قسطنطنیه و اراضی ونیز در شهر قسطنطنیه طی قرن ۱۳ میلادی بود. این مقام اسماً تابع امپراتور بود اما پودستا به‌عنوان حاکم مناطق ونیزی مستقل بودند و عمل می‌کردند و تنها به دوچ ونیز پاسخگو بودند.